# Phosphatherium

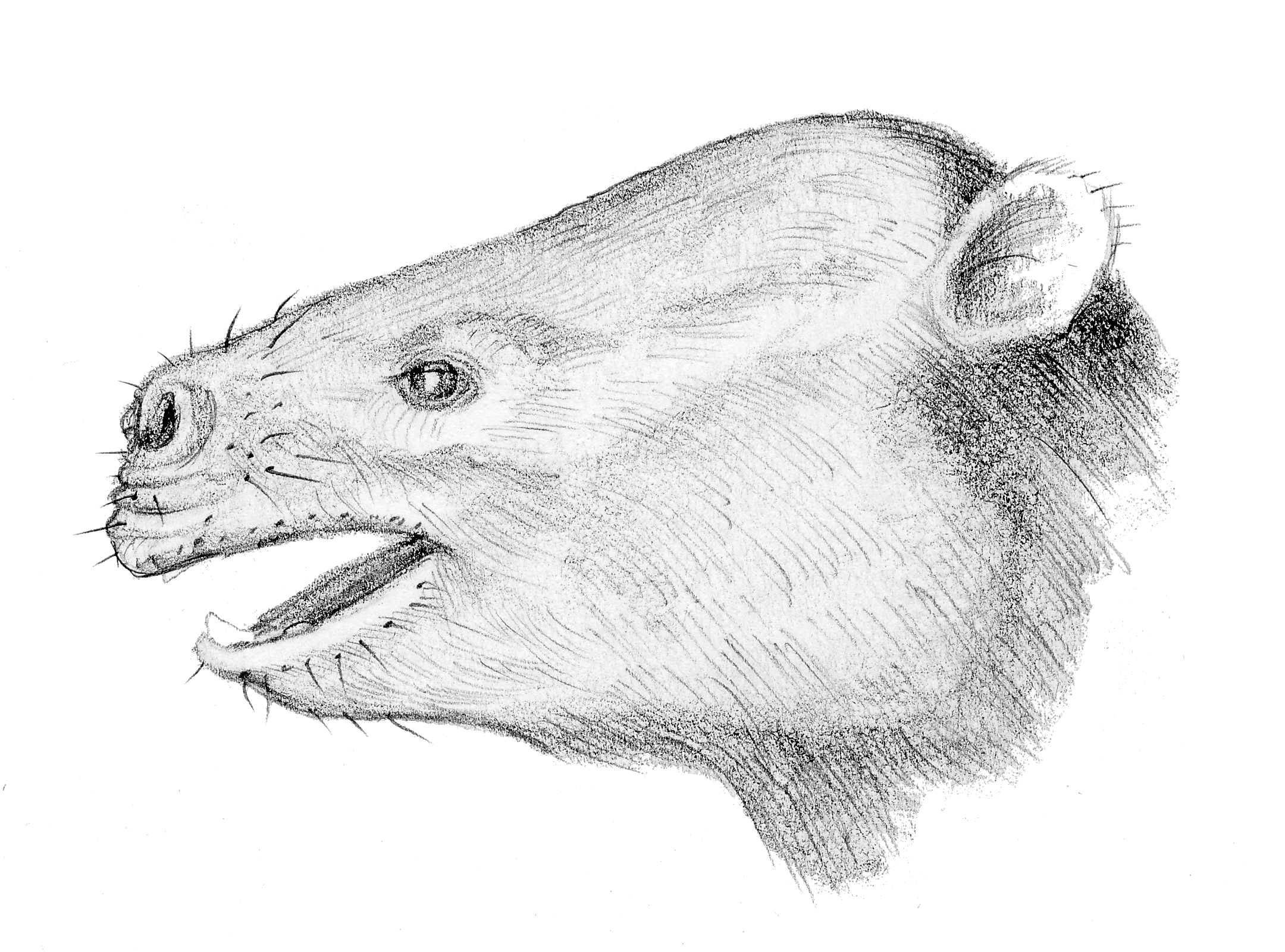
Ilustración figurada de la cabeza.

Phosphatherium es un género extinto de mamíferos proboscídeos que vivió durante el Paleoceno y principios del Eoceno hace unos 56 millones de años en el norte de África.
Se sabe por los fragmentos de dentaduras del Paleoceno (Thanetiense) encontrados en la cuenca Ouled Abdoun (Marruecos) que es el más pequeño (alrededor de 60 cm de largo y 15 kg de peso) y más antiguo miembro conocido del orden de los proboscídeos. Al igual que su pariente posterior, el Moeritherium, era un animal probablemente anfibio, parecido a un pequeño hipopótamo. Aún no tenía trompa, pero ya tenía colmillos.